# Campionati europei under-18 di rugby a 7 maschili
I campionati europei under-18 di rugby a 7 maschili è una competizione di rugby a 7 riservata alle nazionali europee under-18.

## Edizioni
| Edizione      | Edizione      | Podio    | Podio   | Podio       |
| Anno          | Organizzatore | Campione | Seconda | Terza       |
| ------------- | ------------- | -------- | ------- | ----------- |
| 2016 Dettagli | Romania       | Irlanda  | Francia | Portogallo  |
| 2017 Dettagli | Germania      | Irlanda  | Francia | Inghilterra |
| 2018 Dettagli | Lituania      | Francia  | Irlanda | Spagna      |
| 2019 Dettagli | Polonia       | Irlanda  | Spagna  | Francia     |
| 2021 Dettagli | Polonia       | Francia  | Russia  | Spagna      |
| 2022 Dettagli | Polonia       | Francia  | Irlanda | Portogallo  |
| 2023 Dettagli | Svizzera      | Francia  | Irlanda | Portogallo  |
| 2024 Dettagli | Francia       | Francia  | Spagna  | Irlanda     |
| 2025 Dettagli | Francia       | Francia  | Spagna  | Germania    |

## Medagliere
| Pos. | Squadra     | 1º posto | 2º posto | 3º posto | Totale |
| ---- | ----------- | -------- | -------- | -------- | ------ |
| 1    | Francia     | 6        | 2        | 1        | 9      |
| 2    | Irlanda     | 3        | 3        | 1        | 7      |
| 3    | Spagna      | 0        | 3        | 2        | 5      |
| 4    | Russia      | 0        | 1        | 0        | 1      |
| 5    | Portogallo  | 0        | 0        | 3        | 3      |
| 5    | Inghilterra | 0        | 0        | 3        | 3      |
| 7    | Germania    | 0        | 0        | 1        | 1      |

## Pagine collegate
Campionati europei under-18 di rugby a 7 femminili